# Néoptolème
Pour les articles homonymes, voir Néoptolème (homonymie) et Pyrrhus.

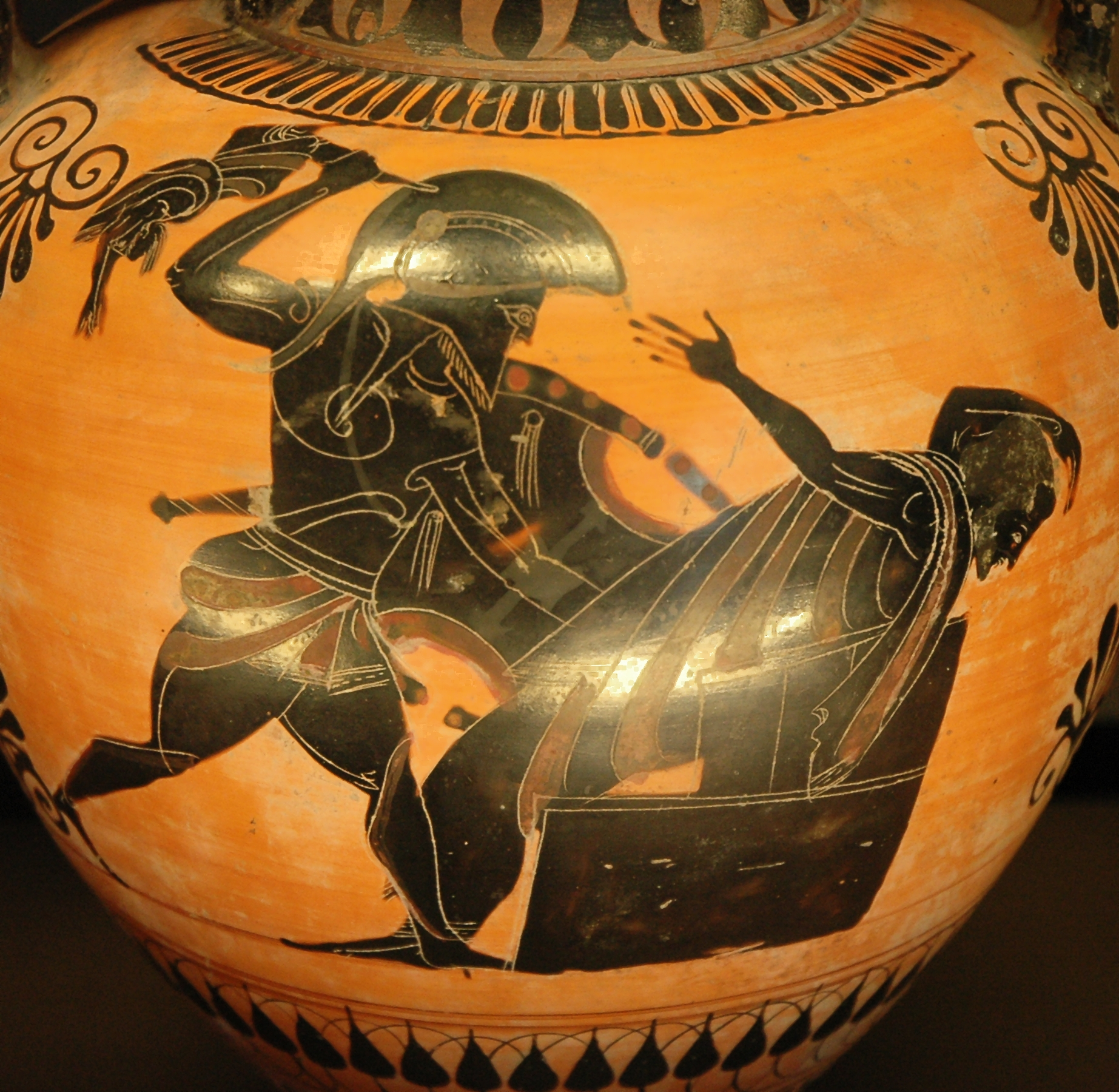
Priam tué par Néoptolème, amphore attique à figures noires de la classe de Cambridge 49, v. 520-510 av. J.-C., musée du Louvre, LP 1436, F 222, N 3192.

Dans la mythologie grecque, Néoptolème (en grec ancien Νεοπτόλεμος / Neoptólemos, « jeune guerrier »), également appelé Pyrrhus ou Pyrrhos (Πύρρος / Púrrhos, « le Roux »), est le fils d'Achille et l'ancêtre de la dynastie des Éacides qui règne en Épire.

## Mythe antique

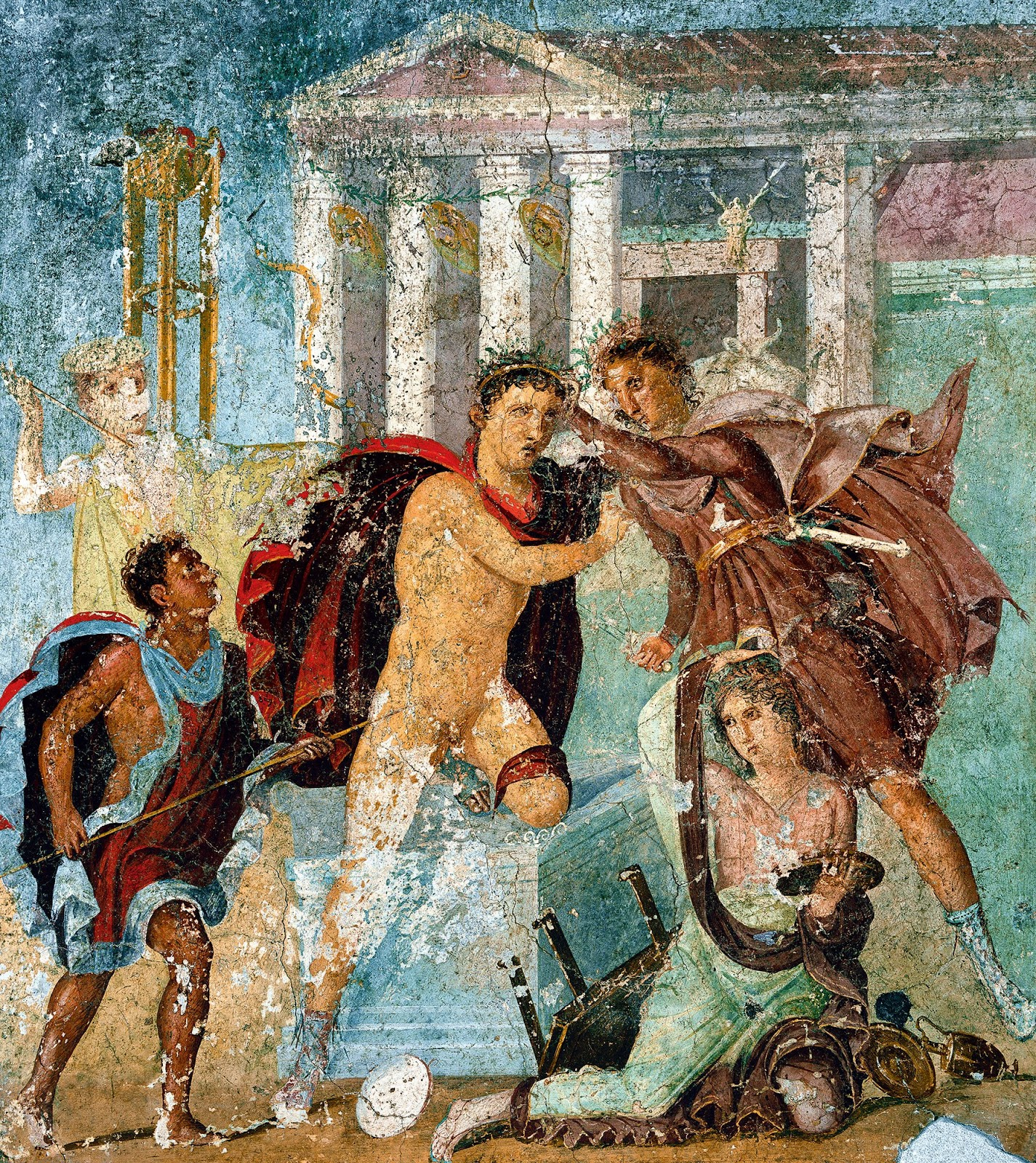
Scène de la tragédie d'Euripide Andromaque : Oreste tue Néoptolème sur l'autel d'Apollon à Delphes, maison de Marco Lucrezio Frontone, triclinium d'hiver, Pompéi.

Fils d'Achille et de Déidamie (fille du roi Lycomède), il est élevé par ce dernier sur l'île de Skyros et, selon les Chants cypriens, nommé d'abord Pyrrhus, en référence aux cheveux roux hérités de son père. Son nom de Néoptolème est en fait dû à Phénix.
Peu après la mort de son père, il est amené par Ulysse à Troie : une prophétie d'Hélénos prédit que la cité ne tombera que devant un descendant d'Éaque ; selon la prophétie d'Apollon, inspirée par un serpent qui franchit le mur que Poséidon et lui venaient bâtir pour le roi Laomédon, le poète Pindare ajoute que la troisième génération d'Éaque parviendra elle aussi à dépasser le mur divin : Néoptolème est en effet l'arrière-neveu du roi d'Égine. Il fait partie des guerriers enfermés dans le cheval de Troie, et fait preuve d'une grande cruauté dans le pillage de la ville : il tue le vieux Priam dans le temple de Zeus, jette Astyanax, fils d'Hector, par-dessus les remparts, et sacrifie Polyxène sur le bûcher funéraire de son père.
Il rentre ensuite en Phthie où, selon Homère (Odyssée, IV, 5-6) il épouse Hermione, fille de Ménélas et d'Hélène, qui lui avait été promise pendant le siège de Troie. Selon d'autres traditions, il obtient comme part de son butin Andromaque et Astyanax (ce qui constitue l'intrigue de la tragédie d'Euripide Andromaque), ou encore Andromaque et Hélénos. Suivant une prophétie de ce dernier, il fonde une colonie en Épire, et épouse Andromaque avec laquelle il a trois fils (Molossos, Piélos et Pergamos) donnant ainsi naissance à la lignée des rois épirotes de la tribu des Molosses (les Éacides). Il revient ensuite en Phthie, remet sur le trône son grand-père, Pélée, qui avait été évincé par Acaste, puis épouse Hermione.
Les traditions divergent encore au sujet de sa mort. Selon les uns, il est assassiné par Oreste, amant d'Hermione, selon d'autres, par les habitants de Delphes, où il allait piller le temple d'Apollon pour venger son père.
Il fait l'objet d'un culte héroïque à Delphes. Comme tous les Éacides avant eux, Olympias, et par conséquent son fils Alexandre le Grand, ainsi que Pyrrhus Ier, affirment être les descendants de Néoptolème. Les Attalides, prétendent descendre de Pergamos, l'un de ses fils.

## Dans les arts et la littérature après l'Antiquité

### Littérature
Le fils d'Achille, sous le nom de Pyrrhus, est l'un des personnages principaux de l’Andromaque de Racine. Dans cette version de son histoire, il délaisse Hermione, qu'il devait épouser, et promet à Andromaque de protéger Astyanax, sauvé par un subterfuge lors de la chute de Troie mais réclamé par les Grecs, si elle accepte de se donner à lui. Il meurt assassiné sur l'ordre d'Hermione par les compagnons d'Oreste.

### Ésotérisme

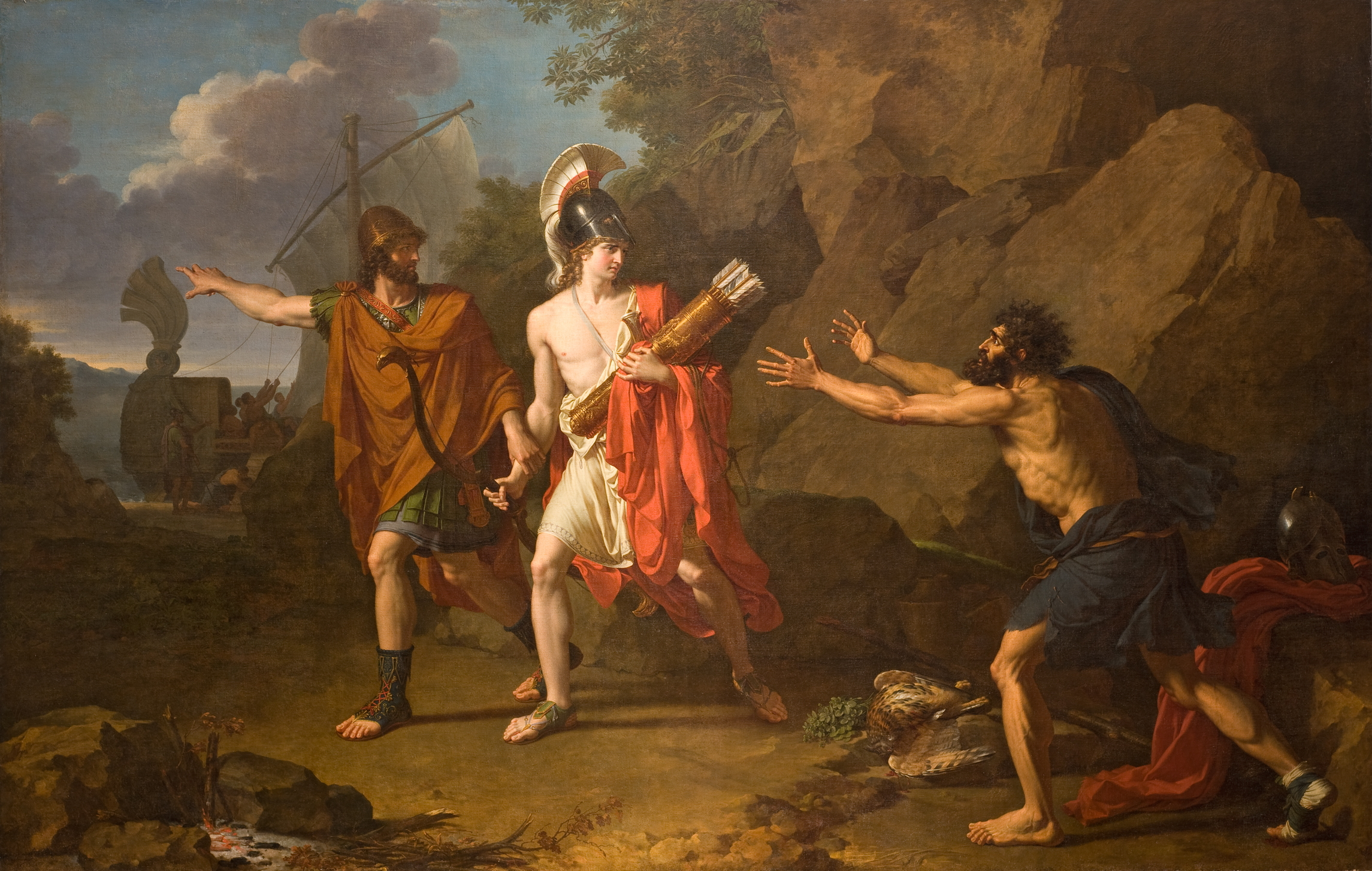
Ulysse et Néoptolème enlevant les flèches d'Hercule à Philoctète, par François-Xavier Fabre (1800), musée Fabre, Montpellier.

Au XVIe siècle, reprenant la technique d'interprétation de Bracesco, l'hermétiste Michaël Maïer, dans son ouvrage classique Arcana arcanissima, fait de Néoptolème l'image du secret le plus caché de l'alchimie traditionnelle : « Quant à nous, nous avouons que ces choses sont parmi les plus secrètes parmi les sujets chimiques, et qu'Homère les transmet au moyen d'un artifice étonnant. Il y a en effet dans la réalité naturelle une chose sans laquelle l'artiste philosophe ne peut rien réaliser. Ce sujet doit se chercher avec un génie digne d'Ulysse. Il s'appelle proprement Néoptolème, il est de chevelure ardente (pyrrhus), et fils d'Achille. C'est le secret très secret, qui n'a presque jamais été exprimé en paroles claires par les philosophes. »

### Peinture

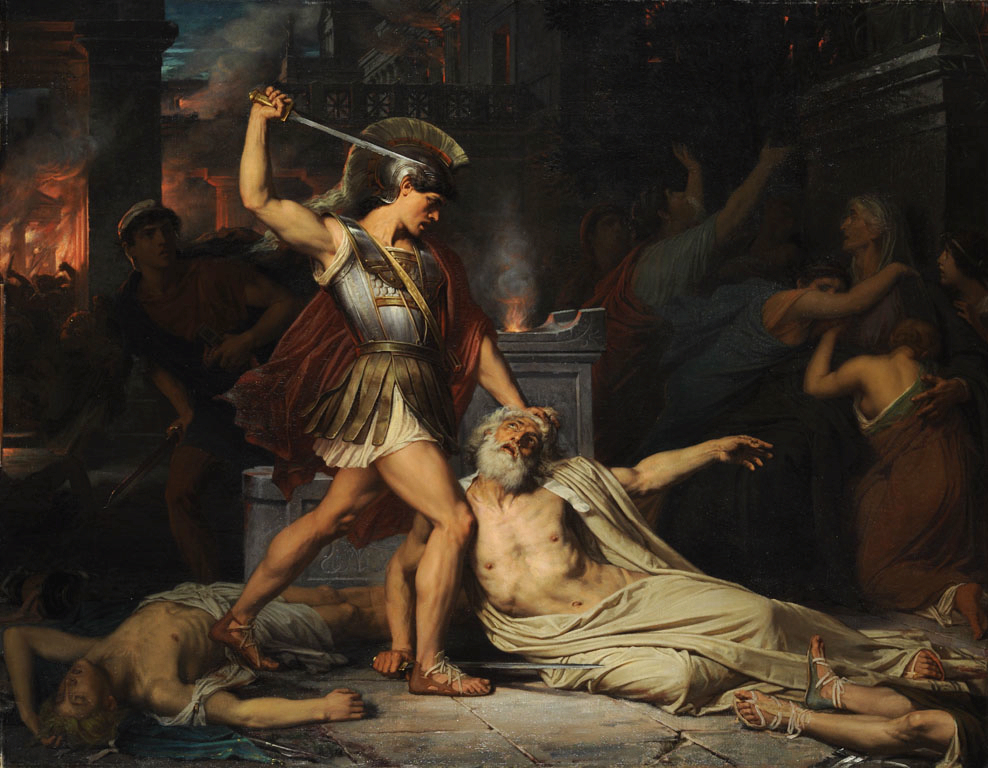
La Mort de Priam par Néoptolème par Jules Lefebvre (1861), École nationale supérieure des beaux-arts de Paris.

- La Mort de Priam par Néoptolème par  Jules Lefebvre (1861), École nationale supérieure des beaux-arts de Paris.Ulysse et Néoptolème enlevant les flèches d'Hercule à Philoctète, huile sur toile, 1800, par François-Xavier Fabre, musée Fabre, Montpellier[4].
- Néoptolème, Hermione et Andromaque, huile sur toile, 1810, par Pierre-Narcisse Guérin (1774-1833), Musée du Louvre, Paris.
- La Mort de Priam par Néoptolème, huile sur toile, 1861, par Jules Lefebvre, École nationale supérieure des beaux-arts de Paris.
- La Mort de Priam, huile sur toile, 1861, par Léon Perrault, École nationale supérieure des beaux-arts de Paris.

## Sources
- Pseudo-Apollodore, Épitome [détail des éditions] [lire en ligne] (V, 10 et suiv. ; VI, 10 et suiv.).
- (en) Le Sac de Troie [détail des éditions] [lire en ligne].
- (en) Petite Iliade [détail des éditions] [lire en ligne].
- Pausanias, Description de la Grèce [détail des éditions] [lire en ligne] (passim).
- (en) Retours [détail des éditions] [lire en ligne].
- (en) Chants cypriens [détail des éditions] [lire en ligne].